# Израильско-угандийские отношения
Израильско-угандийские отношения — двусторонние настоящие и исторические отношения между Израилем и Угандой. Посол Израиля в Уганде — Арье Одед.

## История
В 1903 году в соответствии с Угандийским планом Уганда рассматривалась как возможная территория будущего еврейского государства, однако созданная Шестым сионистским конгрессом комиссия нашла Уганду непригодной для расселения евреев

### Постколониальные отношения
При Милтоне Оботе Уганда помогала Израилю поддерживать повстанцев в Южном Судане во время их долгой войны с севером. В какой-то момент Оботе хотел заключить мирный договор с хартумским правительством и прервал поддержку повстанцев. Когда Иди Амин свергнул Оботе в 1971 году, он возобновил поддержку повстанцев и продолжил военное сотрудничество с Израилем.
Амин посетил Израиль в 1971 году; министр обороны Моше Даян поднимал за его здоровье тост. Израильтяне были ответственны за снабжение и тренировку большей части угандийской армии, а также за некоторые строительные проекты в стране. В феврале 1972 года Амин внезапно решил посетить Ливию (путешествуя на израильском самолёте) и встретился там с лидером полковником Каддафи. После этого визита Амин выступал с антиизраильских позиций.
К марту 1972 года Амин приказал всем израильтянам покинуть Уганду. Утверждалось, что Амин пришёл в ярость после отказа Израиля поставить в Уганду самолёты для войны с соседней Танзанией Амин стал неприкрытым критиком Израиля.. К концу месяца все израильтяне покинули страну, включая тех, кто вывозил ценное строительное оборудование через границу в соседнюю Кению.

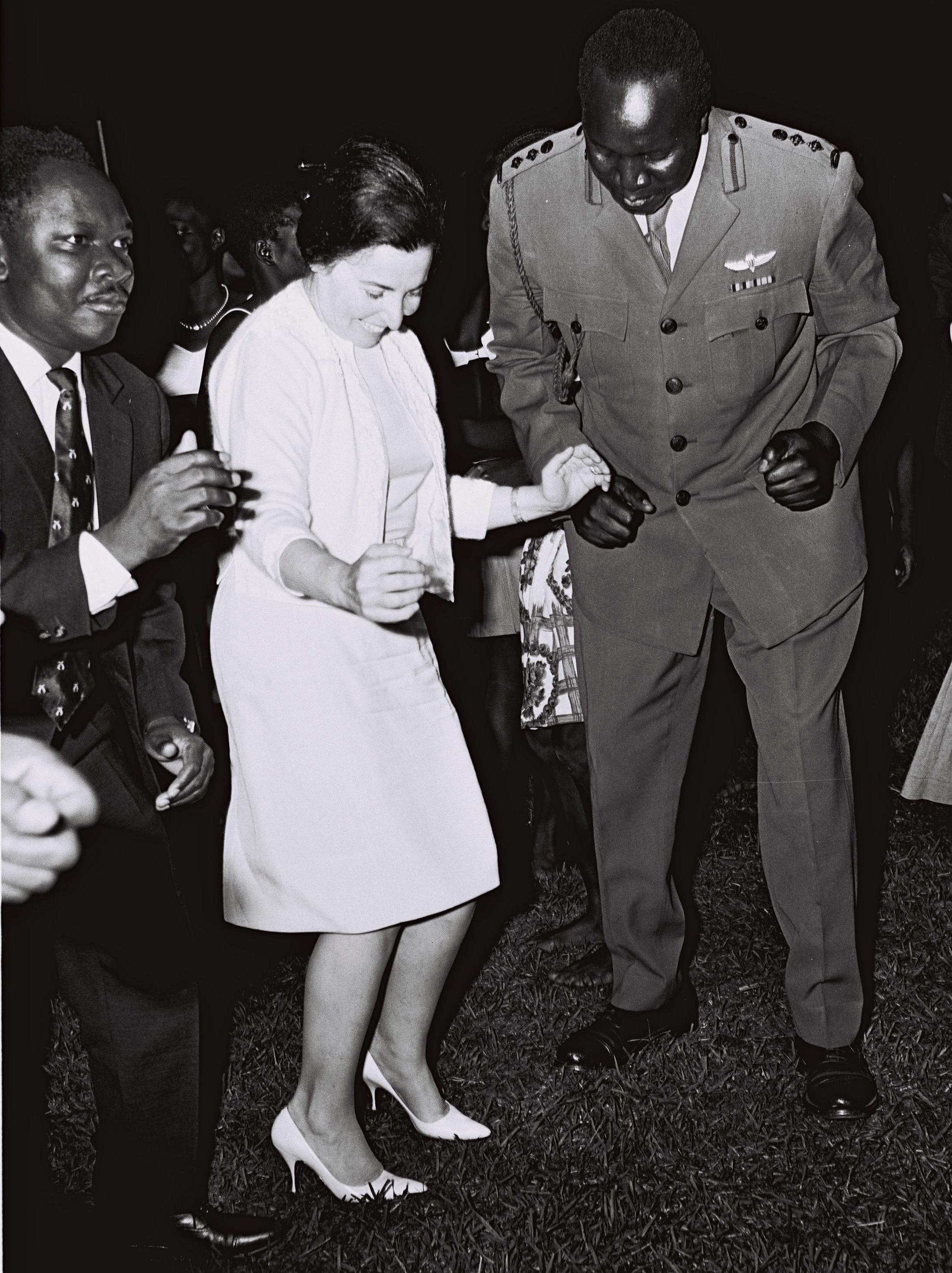
Мирьям Эшколь танцует с Иди Амином, 13 июня 1966 года

Угандийский президент Йовери Кагута Мусевени посетил Израиль дважды с момента вступления в должность в 1985 году. В 2003 году он встретился с премьер-министром Ариэлем Шароном и главой МИД Биньямином Нетаньяху чтобы в первую очередь обсудить военное сотрудничество между двумя странами. В 2011 году Мусевени снова посетил Израиль. Его визит стал возможным благодаря Рафи Эйтану, бывшему министру по делам пенсионеров и главе Моссада, который стал международным бизнесменом. Эйтан имел несколько инвестиций в Уганду, включая животноводческую ферму..

### Захват заложников в Энтеббе
Операция «Энтеббе» — контр-террористическая миссия по спасению заложников, проведённая силами ЦАХАЛ в аэропорту Энтеббе в Уганде ночью 3 июля и ранним утром 4 июля 1976 года. Вслед за захватом заложников пассажиров самолёта рейса 139 компании Air France, похитители угрожали убить заложников если их требования по освобождению заключённых не будут выполнены. В результате операции почти все (102 из 106) захваченные заложники были освобождены. Эти планы подразумевали возможность вооружённого сопротивления угандийских военных. Изначально операция получила кодовое название «Операция Удар Молнии», позже её переименовали в «Операцию Йонатан» в память о Сайерет Маткаль командире подполковнике Йонатане Нетаньяху, который был убит угандийским снайпером. Трое заложников, 7 террористов и 45 угандийских солдат погибли. Кроме смерти Нетаньяху, 5 израильским командо были ранены. Четвёртая заложница (Дора Блох) была убита офицерами угандийской армии в близлежащем госпитале.

### XXI век
В 2016 году израильская компания была выбрана для разработки государственного генплана по развитию Уганды. План основан на израильском Национальном Опорном Плане (National Outline Plan), который назвали National Outline Plan 35 (Национальный Опорный план 35).
В 2016 году Биньямин Нетаньяху посетил Энтеббе по случаю 40-летия со дня трагических событий в этом городе по освобождению захваченного террористами пассажирского самолёта. В ходе этой операции погиб старший брат израильского премьера Иоси Нетаньяху.
28 ноября 2017 года Нетаньяху посетил Кению для участия в церемонии инаугурации переизбранного президента Ухуру Кениаты. В рамках визита в Кению Нетаньяху встретился с президентом Уганды и обсудил развитие двусторонних отношений.
В начале декабря 2017 года с трёхдневным визитом по приглашению спикера Кнессета Юлия Эдельштейна в Израиль прибыла парламентская группа для участия с межпарламентском саммите. Африканские политики встретятся с премьер-министром Нетаньяху и президентом Ривлиным, кроме того они посетят израильские компании, работающие в сфере информационной безопасности и сельского хозяйства.
В феврале 2020 года израильский премьер Нетаньяху посетил угандийский город Энтеббе с официальным однодневным визитом. Там он провёл переговоры с президентом государства Йовери Мусевени и премьер-министром Рукаханой Ругундой, а также заявил о готовности еврейского государства открыть своё посольство в Кампале в ближайшее время. Нетаньяху также выразил надежду, что Уганда откроет своё представительство в Иерусалиме. Во время этого визита в Уганду израильский премьер встретился с президентом Судана Абделем Фаттах аль-Бурханом. Так как между Суданом и Израилем нет официальных дипломатических отношений, встреча проходила на нейтральной территории.

## Экономическое и торговое сотрудничество
В апреле 2020 года Израиль закупил в Уганде 250 кг медицинской марихуаны на сумму 5 млн шек. Ещё одна партия готовится к отправке в ближайшее время.
В августе 2021 года израильская компания Together Pharma подписала контракты на поставки медицинской марихуаны, выращенной в Уганде, для покупателей в ФРГ.

## Сотрудничество в сельскохозяйственной сфере
В совместном израильско-угандийском проекте, профессор сельскохозяйственного факультета Еврейского университета провела исследование озера Виктория с угандийским коллегой из Makerere University. Они обнаружили, что Нильский окунь, завезённый англичанами 60 лет назад, истребил оригинальные популяции рыб в озере. Это привело к ухудшению питания людей, которые живут на озере. Она помогла установить искусственные рыбные запруды и вырастить карпа, который исчез из рациона питания местных жителей. Агентство США по международному развитию спонсировало рытье запруд и отправило жителей деревни в киббуц HaMa'apil в Emek Hefer, чтобы научиться использовать нерест в искусственных условиях. Выпускники учебной программы основали в Уганде карповые фермы.

## Евреи в Уганде
Абаюдайя (англ.) — аналог Детей Израилевых — сообщество Баганда в восточной Уганде около города Мбале, которые практикуют иудаизм. Хотя они генетически или исторически не относятся к этническим евреям, они набожны в своих религиозных практиках, соблюдают свою версию кашрута и шаббата. Существую несколько разных деревень, где проживают угандийские евреи. Большинство из них признаются реформистским и консервативным течением иудаизма. Несмотря на это, жители Путти (англ.) всё ещё ищут an Orthodox conversion и практикуют строгий Талмудический иудаизм. Население оценивается в примерно 1100 человек, максимально было зарегистрировано 3000 человек (до преследований режима Иди Амина); как их соседи, они зарабатывают на жизнь фермерством. Большинство абаюдайя происходят от Гвере, кроме тех кто из Namutumba — они происходят из Бусога. Они говорят на Луганда, Сога или на языке Гвере, хотя некоторые также выучили иврит.
В 2016 года еврейское агентство «Сохнут» признало общину абаюдайя (также: угандийские геры) еврейской, однако израильское МВД считает её «общиной, развивающейся в „еврейском направлении“». По этой причине в июне 2018 года одному из представителей общины было отказано в репатриации в Израиль согласно Закону о возвращении, что породило многочисленные споры и дебаты в еврейском государстве, включая обсуждения этой проблемы на парламентском и министерском уровнях. Например, главный раввинат Израиля не признаёт эту общину, так как её переход к иудаизму начался в начале XX века под патронажем американских раввинов консервативного направления.